# Africa Paradis
Africa Paradis è un film del 2006 diretto da Sylvestre Amoussou, prodotto in Benin e in Francia. Presentato al 27º Festival di cinema africano di Verona.

## Trama
La carta geografica del mondo è stata messa per errore a rovescio: il nord è prigioniero di una dura crisi economica, il sud diventa un eden, una terra agognata dagli immigrati.
Il film è il ritratto che il regista Sylvestre Amoussou fa di un'epoca futura, in cui l'Africa ha consolidato la sua unità ed ha dato vita agli Stati Uniti d'Africa, mentre l'Occidente è costretto a confrontarsi con la povertà, la fuga di cervelli, l'emigrazione.

## Riconoscimenti
Africa Paradis, primo lungometraggio del regista, ha vinto il premio speciale Sembène Ousmane al Fespaco 2007. Ha vinto anche il premio della giuria ufficiale del 27º Festival del Cinema Africano di Verona nel 2007.